# Johann Georg Estor

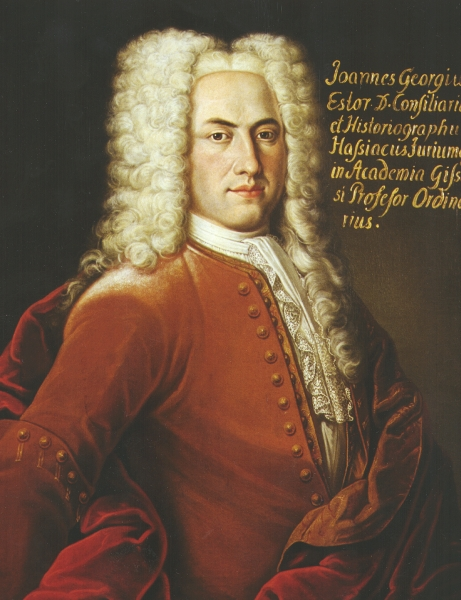
Johann Georg Estor in der Gießener Professorengalerie

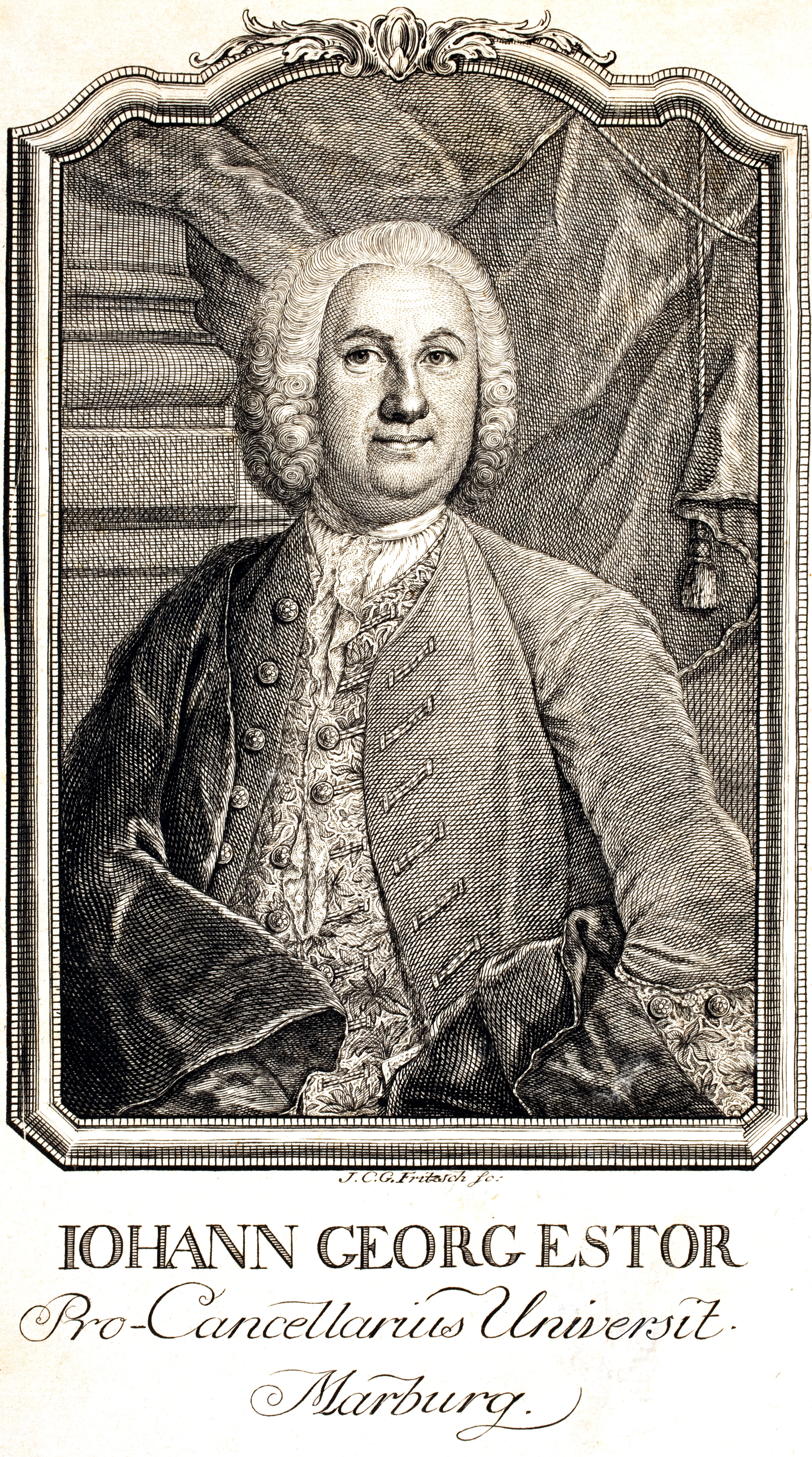
Johann Georg Estor

Johann Georg Estor (* 8. Juni 1699 in Schweinsberg; † 25. Oktober 1773 in Marburg) war ein Jurist, Genealoge und ein Wegbereiter der modernen Heraldik.

## Leben
Johann Georgs Vorfahren nannten sich ursprünglich Esther, vs. Hester und sind seit 1573 in Schweinsberg nachweisbar. Er war der Sohn des Barbiers und Chirurgen Johann Heinrich Estor (* um 1665; † 15. November 1703 in Speierbach) und dessen am 6. September 1698 geheirateten Frau Anna Katharine Stein († 30. Juli 1739 in Schweinsberg). Seine Taufe erhielt er am 9. Juni des Jahres seiner Geburt. Nach dem frühen Tod seines Vaters verheiratete sich seine Mutter am 13. Januar 1707 mit dem Verwalter Johann Justus Faber. Nachdem Estor Privatunterricht genossen hatte, ging er am 4. April 1715 erst an die Universität Marburg, sowie im selben Jahr am 24. Oktober an die Universität Gießen, wo er zunächst seine Sprach- und allgemeinen Studien fortsetzte und sich dann der Jurisprudenz zuwendete. 1719 zog er, nach kurzem Aufenthalt an der Universität Jena, im Mai des Jahres an die Universität Halle. Hier kam er zunächst im Haus des damaligen Kanzlers Johann Peter von Ludewig unter, bevor er dann bei Nikolaus Hieronymus Gundling Aufnahme fand, der ihn wie einen Sohn behandelte und ihm neben freiem Unterhalt, Zugang zu Freizeitbeschäftigungen und höheren Gesellschaften ermöglichte.
Nach seinem Studium in Halle verdingte er sich kurzzeitig unter anderem als Hauslehrer, bevor er ein Referendariat am Reichskammergericht in Wetzlar absolvierte und 1725 an der Universität Gießen zum Lizentiaten der Rechte promoviert wurde. 1726 wurde Estor eine außerordentliche Rechtsprofessur und zugleich der Titel eines hessen-darmstädt’schen Rates und Historiographen übertragen. 1727 folgte die ordentliche Professur an der juristischen Fakultät und am 14. August 1728 nahm er schließlich den juristischen Doktorgrad an. 1734 und 1735 erhielt er Rufe der Universität Helmstedt, die er ablehnte. Das Angebot der Universität Jena als Professor der Pandekten an der juristischen Fakultät sowie Assessor am Hofgericht im Schöffenstuhl, verbunden mit dem Titel eines Hofrats, nahm er an. Jena war nach Johann Stephan Pütter „die wahre Epoche seines Ruhms“. Stets hörten Hunderte Zuhörer seine Veranstaltungen. Im Sommersemester 1737 wurde er einstimmig zum Prorektor der Universität gewählt. Den Ruf 1739 an die Universität Frankfurt an der Oder schlug er aus.
Der 1742 folgende Ruf auf die zweite Professur der Rechte, verbunden mit dem Titel des Regierungsrates in seiner Heimat, an die Universität Marburg nahm er an. Sämtliche, folgende Rufe nach Halle, Erlangen und Gießen (1743), nach Göttingen und Tübingen (1744), abermals nach Gießen (1746), wiederum nach Halle (1749), nach Wittenberg (1752), sowie nach Utrecht und Leyden wies er zurück. In Marburg dagegen konnte er 1748 zum ersten Professor der Rechte aufrücken und wurde Vizekanzler der Universität. 1754 wird Estor zum geheimen Regierungsrat und schließlich 1768 zum Kanzler der Universität sowie zum Geheimen Rat. Nach seinem Tod wurde Estors Leichnam in Schweinsberg  am 27. Oktober 1773 begraben. Der Grabstein Johann Georg Estors ist an der Stephanskirche in seinem Geburtsort Schweinsberg aufgestellt.

## Schriften (Auswahl)
- Probe einer verbesserten Heraldik. Gießen 1728.
- Marburgische Beyträge zur Gelehrsamkeit. Marburg 1749.
- Practische Anleitung zur Ahnenprobe. Marburg 1750.
- Anfangsgründe des Gemeinen und Reichsprocesses, 4 Bände. Bronner, Frankfurt am Main und Leipzig 1752–1756 (Bände 2 bis 4 herausgegeben durch Wolrad Burchardi).
- Bürgerliche rechtsgelehrsamkeit der Teutschen, 1. Band. Marburg 1757. (Digitalisat und Volltext im Deutschen Textarchiv)

## Literatur

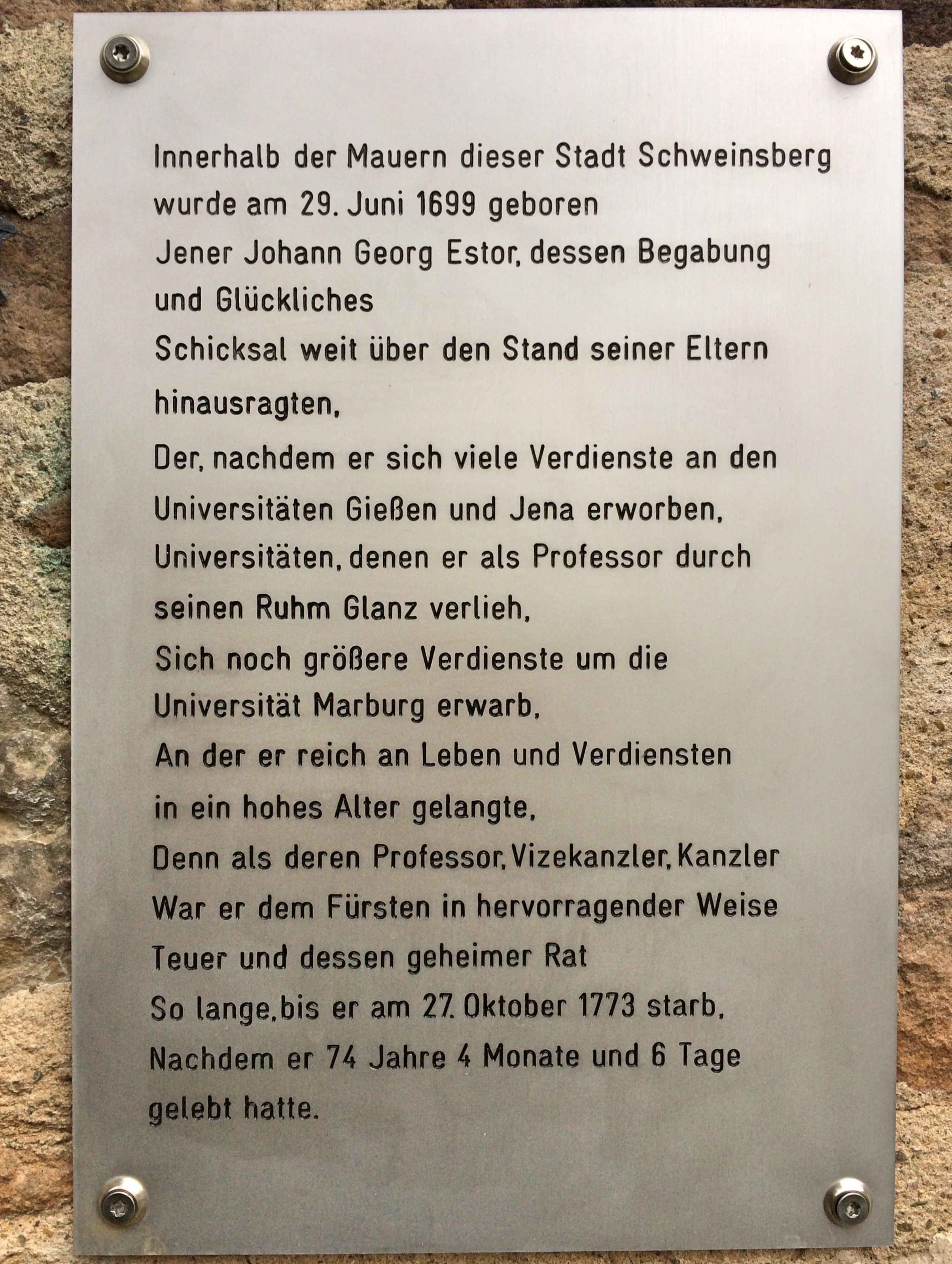
Übertragung der Inschrift auf dem Grabstein J. G. Estors an der Stephanskirche in seinem Geburtsort Schweinsberg